# Shane Watson
Pour les articles homonymes, voir Watson.
Shane Robert Watson est un joueur de cricket international australien né le 17 juin 1981 à Ipswich dans le Queensland. Il est sélectionné pour la première fois en équipe d'Australie en One-day International (ODI) en 2002, une forme de jeu dans laquelle il est fréquemment sélectionné dans les années qui suivent. Il dispute son premier test-match en 2005, mais, gêné par de nombreuses blessures au début de sa carrière, doit attendre mi-2009 pour évoluer régulièrement à ce niveau.
Joueur polyvalent, il débute avec l'équipe de Tasmanie en 2001 avant de rejoindre le Queensland en 2004 puis la Nouvelle-Galles du Sud en 2009. En équipe d'Australie, il est habituellement utilisé en position d'ouvreur. En 2011, il devient vice-capitaine de la sélection en Test cricket et en ODI lorsque Michael Clarke est promu au poste de capitaine.

## Bilan sportif

### Principales équipes
| Cricket national   | Test                  | ODI                 | Twenty20  |
| ------------------ | --------------------- | ------------------- | --------- |
| Australie          | 2005                  | 2002                | 2006      |
| Cricket domestique | First-class           | List A              | Twenty20  |
| Tasmanie           | 2000- 2001 2003- 2004 | 2000-2001 2003-2004 | -         |
| Hampshire          | 2004- 2005            | 2004- 2005          | 2004      |
| Queensland         | 2004- 2005 2007- 2008 | 2004-2005 2007-2008 | 2007-2008 |
| Rajasthan Royals   | -                     | -                   | 2008      |

## Honneurs
- Meilleur jeune joueur australien de l'année 2002.
- Meilleur joueur de l'Indian Premier League en 2008.
- Médaille Allan-Border en 2010[1] et 2011.